# Ghazi Al Kuwari
Ghazi Al Kuwari (Baréin, 19 de mayo de 1977) es un exfutbolista de Baréin que jugaba en la posición de defensa.

## Carrera

### Club
| Periodo   | Club            |
| --------- | --------------- |
| 2002-2003 | East Riffa Club |
| 2003–2004 | Riffa SC        |
| 2004–2006 | Al-Ahli Manama  |
| 2006–2015 | Busaiteen Club  |

### Selección nacional
Jugó para Baréin en 46 ocasiones de 1996 a 2005 y anotó un gol; participó en la Copa Asiática 2004.

## Logros
- Copa FA de Baréin (1): 2004
- Copa Príncipe de la Corona de Baréin (1): 2004